# Đường vành đai 1 (Hải Phòng)

Đường vành đai 1 là tuyến giao thông đường bộ nội đô khép kín của Hải Phòng. Đây là đường vành đai đầu tiên của Hải Phòng, gồm các con đường có từ thời Pháp thuộc và được xây mới sau này, chạy qua địa bàn các quận Hồng Bàng, Ngô Quyền, Lê Chân, Hải An và quận An Dương. Hiện tại toàn tuyến đã được khép kín.

## Các đoạn tuyến
- Đoạn tuyến Bạch Đằng - Lê Thánh Tông:

Bắt đầu từ nút giao Tôn Đức Thắng - Hùng Vương dọc theo sông Cấm và cảng Hải Phòng sang phía Đông đến bùng binh Chùa Vẽ, lần lượt theo thứ tự là: đường Hùng Vương - Bạch Đằng (gồm cả cầu Thượng Lý) - Cầu Lạc Long - Nguyễn Tri Phương - Hoàng Diệu - Lê Thánh Tông - Chùa Vẽ.
- Đoạn tuyến Nguyễn Bỉnh Khiêm - Nguyễn Văn Linh - Tôn Đức Thắng:

Từ bùng binh Chùa Vẽ trở lại nút giao ban đầu, lần lượt theo thứ tự là: đường Nguyễn Bỉnh Khiêm (gồm cả Cầu vượt Nguyễn Bỉnh Khiêm) - Cầu vượt Lạch Tray - Nguyễn Văn Linh (gồm cả Cầu vượt Nguyễn Văn Linh và cầu An Đồng) - Cầu vượt Cơ Điện - Tôn Đức Thắng.
Trong tương lai sẽ có bổ sung các cầu vượt trên đoạn tuyến theo quy hoạch.

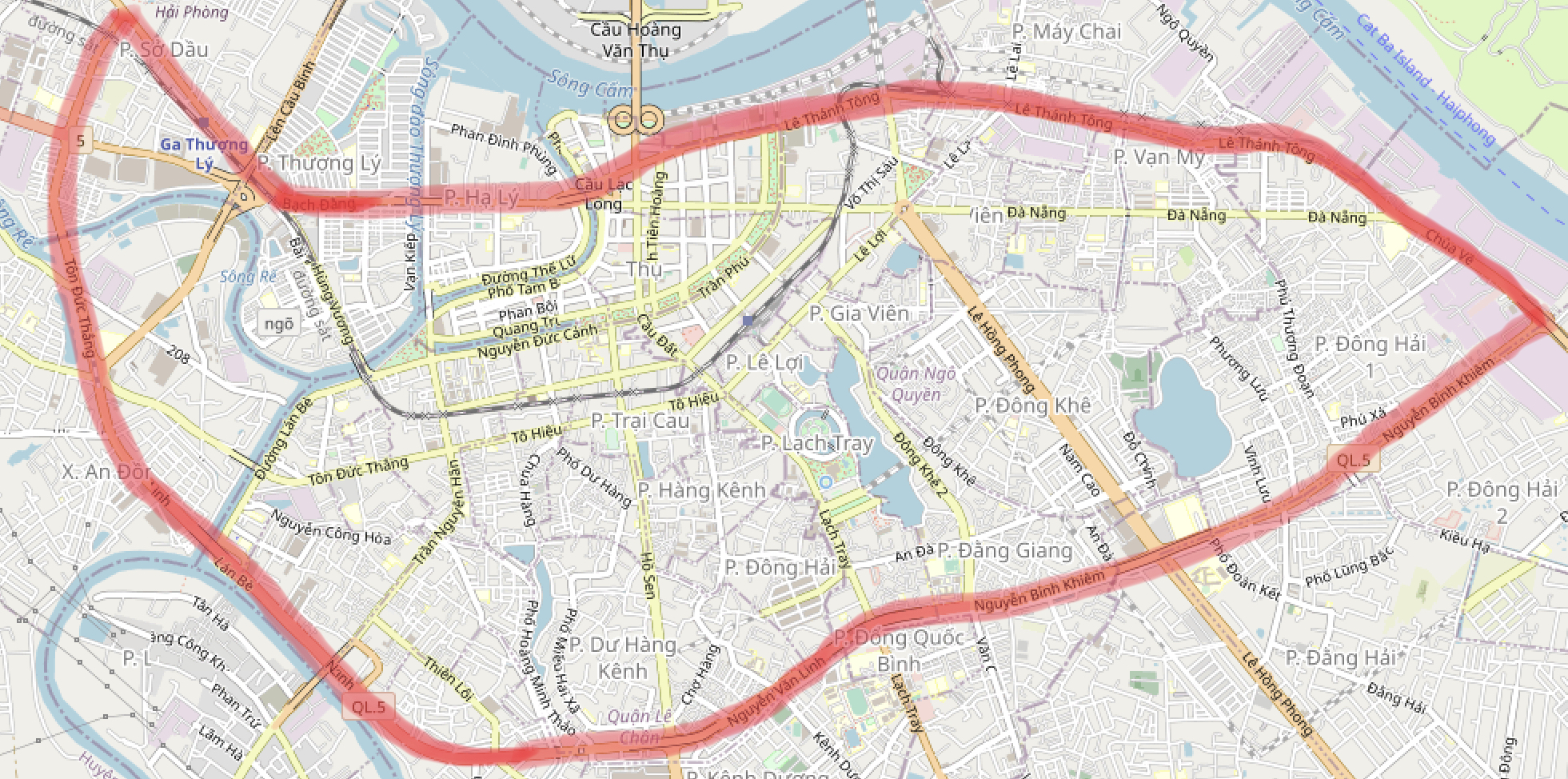
Đường Vành đai 1 trên nền OSM